# Jean Pierre Flourens
Jean Marie Pierre Flourens (Maureilhan, 13 de abril de 1794 – Montgeron, 6 de dezembro de 1867) foi um fisiologista francês, criador da ciência experimental cerebral e um dos pioneiros na anestesia.

## Biografia
Nasceu em Maureilhan, perto de Béziers, departamento de Hérault França. Pai de Gustave Flourens.
Com quinze anos começou a estudar medicina em Montpellier, em 1823 recebe o grau de doutor.
No ano seguinte, foi para Paris, dedicando-se a investigação fisiológica, ocasionalmente, contribuía para publicações, em 1821, em Athénée, ele deu um ciclo de palestras sobre a teoria das sensações fisiológicas, o que atraiu muita atenção entre os cientistas.
Em 1825 foi pioneiro na flouresencia experimental, método usado para localização de lesões no cérebro. Fez experiências em pombos e coelhos vivos, observando cuidadosamente os seus efeitos na motricidade, sensibilidade e comportamento. Sua intenção era a de investigar as diferentes partes do cérebro e respectivas funções.
Na revolução de 1848 retirou-se totalmente da vida política, e em 1855 aceitou a cátedra de história natural no Collège de France.

## Trabalhos científicos publicados
- Essai sur quelques points de la doctrine de la revulsion et de la derivation (Montpellier, 1813)
- Experiences sur le système nerveux (Paris, 1825)
- Cours sur la génération, l'ovologie, et l'einhryologie (1836)
- Analyse raisonnée des travaux de G. Cuvier (1841)
- Recherches sur le développement des os et des dents (1842)
- Anatomie générale de la peau et des membranes muqueuses (1843)
- Buffon, histoire de ses travaux et de ses idées (1844)
- Fontenelle, ou de la philosophie moderne relativement aux sciences physiques (1847)
- Théorie expérémentale de la formation des os (1847)
- Œuvres complètes de Buffon (1853)
- De la longévété humaine et de la quantité de vie sur le globe (1854), numerous editions
- Histoire de la découverte de la circulation du sang (1854)
- Cours de physiologie comparée (1856)
- Recuesi des lloges historiques (1856)
- De la vie et de l'intelligence (1858)
- De la raison, du genie, et de la folie (1861)
- Ontologie naturelle (1861)
- Examen du livre du M. Darwin sur l'Origine des Espèces (1864).